# Mitsuhide Iwaki

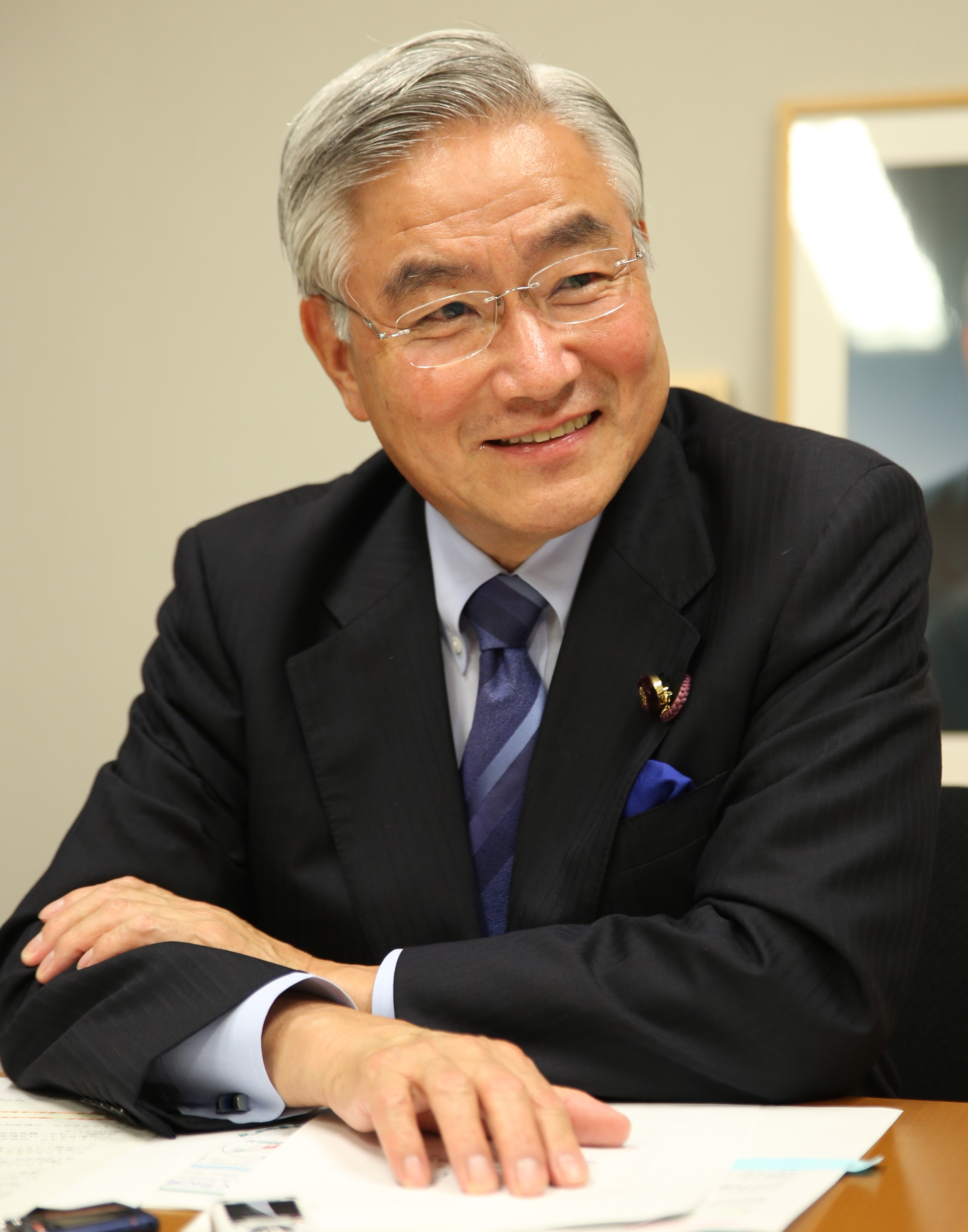
Mitsuhide Iwaki, 2015

Mitsuhide Iwaki (jap. 岩城 光英, Iwaki Mitsuhide; * 4. Dezember 1949 in Iwaki, Präfektur Fukushima) ist ein japanischer Politiker. Er war von 1998 bis 2016 Senator für Fukushima, Mitglied der Liberaldemokratischen Partei (LDP; Hosoda-Faktion) und von 2015 bis 2016 Justizminister im dritten Kabinett Abe.
Iwaki, Absolvent der rechtswissenschaftlichen Fakultät der Sophia-Universität, wurde nach seinem Abschluss Mitarbeiter des Getränkekonzerns Suntory. Nach dem Tod seines Vaters kehrte er 1974 in die Heimat zurück, arbeitete unter anderem als Wachmann und eröffnete ein Juku. 1979 kandidierte er bei einer Nachwahl erstmals für das Stadtparlament von Iwaki, wurde aber erst im zweiten Anlauf bei der regulären Wahl 1980 gewählt. In seiner zweiten Amtszeit trat er 1986 für eine (erfolgreiche) Kandidatur zum Präfekturparlament von Fukushima zurück. Kurz nach seiner Wiederwahl 1990 starb der Bürgermeister von Iwaki, Takeo Nakata, und Iwaki trat als Abgeordneter zurück, um für die Nachfolge zu kandidieren. Er setzte sich gegen den ehemaligen sozialistischen Unterhausabgeordneten Noboru Kōsaka durch und wurde für die erste von zwei Amtszeiten zum Bürgermeister von Iwaki gewählt.
In die nationale Politik wechselte Iwaki zur Senatswahl 1998, bei der er in Fukushima (damals zwei Senatoren pro Teilwahl) als einer von zwei LDP-Kandidaten antrat, den zweithöchsten Stimmenanteil (24,9 %) hinter dem parteilosen (DPJ, SDP, Kōmeitō) Yūhei Satō (32,6 %) erzielte und LDP-Amtsinhaber Shizuo Satō (23,6 %) auf den dritten Platz verdrängte. Er wurde 2004 und 2010 – die LDP nominierte in beiden Wahlen nur noch einen Kandidaten in Fukushima – jeweils mit dem zweithöchsten Stimmenanteil hinter einem demokratischen Kandidaten aber sicherem Vorsprung auf Platz drei wiedergewählt. Von 2005 bis 2006 saß er dem Landwirtschaftsausschuss des Senats vor, 2012–2014 dem Geschäftsordnungsausschuss (giin un’ei iinkai).
2002 bis 2003 war Iwaki parlamentarischer Staatssekretär im MLIT für das Kabinett Koizumi, von 2007 bis 2008 stellvertretender Leiter des Kabinettssekretariats für die Kabinette Abe und Fukuda. Im Oktober 2015 berief ihn Shinzō Abe als Justizminister erstmals in ein Kabinett.
Bei der Senatswahl im Juli 2016 verlor die Präfektur Fukushima einen Sitz. Iwaki unterlag seinem bisherigen Mitsenator Teruhiko Mashiko um rund drei Prozentpunkte. Er blieb bis zur Kabinettsumbildung im August 2016 Minister.